# Kevin Benavides

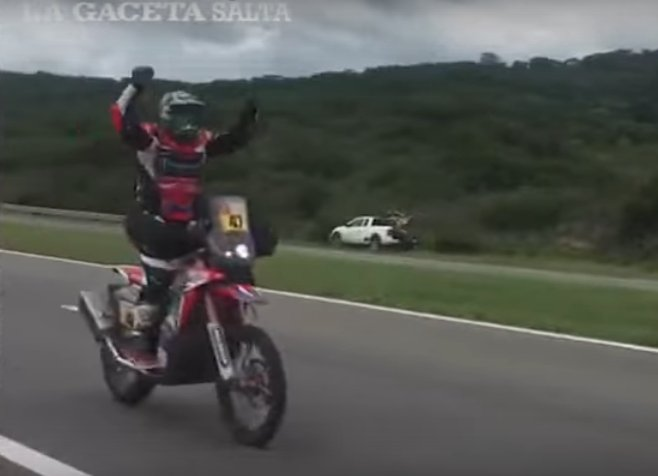
Kevin Benavides durante la Dakar 2018.

Kevin Benavides (Salta, 9 gennaio 1989) è un ex pilota di rally e motocross, piazzatosi secondo nel 2018 e primo nel 2021 nella categoria moto del Rally Dakar correndo per il team Monster Energy Honda Racing. Correndo per il team Red Bull KTM Factory Racing vince la categoria moto del Rally Dakar nel 2023. 

## Carriera
Ha fatto il suo debutto nelle competizioni a Salta nel 1998, all'età di nove anni, partecipando ai campionati provinciali di enduro, dei quali vincerà 10 edizioni in 12 anni. Nel 2006, 2008, 2009 e 2012 ha vinto la Sun's Race, uno dei più celebri rally in Argentina.
Nel 2009 inizia a competere a livello internazionale. Nel 2010 si consacra campione argentino di enduro e tricampione sudamericano di enduro nelle classi junior, E2 e scratch. Nello stesso anno si classifica inoltre al primo posto nella categoria junior della Bassella Race.
Nel 2011 diventa pilota ufficiale della Husaberg e inizia a correre in Spagna. Si classifica 12° nella classe junior del campionato mondiale di enduro, 7° nel campionato spagnolo di enduro e vince la Red Bull Los Andes in Colombia. Nel 2012 viene ingaggiato dalla KTM Farioli e si trasferisce in Italia. Si classifica 4° nella classe junior del campionato mondiale di enduro, diventando il primo sudamericano a ottenere tale risultato.
Nel 2013 si aggiudica il Rally Trasmontaña nella provincia di Tucumán e si aggiudica il titolo argentino per la seconda volta in carriera, ripetendosi poi anche l'anno successivo. Nel 2014 si laurea campione sudamericano nella categoria E3. Lo stesso anno entra a far parte della selezione argentina che partecipa alla Sei Giorni Internazionale di Enduro, che in quell'anno si tiene proprio in Argentina, a San Juan. La squadra di Benavides si classifica al quarto posto nel World Trophy, che rimane ancora oggi il miglior risultato per la selezione argentina. Nel 2015 si classifica al quarto posto nella categoria moto al Rally del Marocco, primo nel Desafío Guaraní (gara valida per le Dakar Series) e terzo nel Red Bull Camino de la Independencia disputatosi in Colombia.
Nel 2016 fa il suo debutto al Rally Dakar, dove si aggiudica la terza tappa, diventando il primo argentino a vincere una tappa nella storia della Dakar. Si classifica quarto assoluto, a 54 minuti dalla testa della classifica.
Nel 2018 disputa la sua seconda Dakar, lottando fino alla fine per la vittoria, salvo poi classificarsi al secondo posto assoluto.
Nel 2019 si classifica quinto alla Dakar dopo aver fatto ricorso contro una sentenza del Tribunale Disciplinare Arbitrale della Federazione Motociclistica Francese che lo penalizzava di tre ore.
Nell'edizione 2020 si trovava al terzo posto assoluto quando è stato costretto a ritirarsi a causa di un guasto sulla sua moto. Continuerà comunque a partecipare alla competizione nella classe Dakar Experience, aggiudicandosi la vittoria della settima tappa.
Nell'edizione 2021 si aggiudica la vittoria finale, diventando il primo pilota argentino a ottenere tale risultato. Il 31 marzo 2021 viene ingaggiato dalla KTM, lasciando così la Honda dopo 5 anni.
Nell'edizione 2022 si ritira alla tappa 10 a causa della rottura del motore della sua KTM e, dopo essere rientrato nell'undicesima tappa, la vince. Conclude in 100ª posizione. 

## Risultati

### Rally Dakar
| Anno | Classe | Scuderia                       | Vettura               | Pos. | TV |
| ---- | ------ | ------------------------------ | --------------------- | ---- | -- |
| 2016 | Moto   | Honda South America Rally Team | Honda CRF450 Rally    | 4°   | 1  |
| 2018 | Moto   | Monster Energy Honda Team      | Honda CRF450 Rally    | 2°   | 1  |
| 2019 | Moto   | Monster Energy Honda Team 2019 | Honda CRF450 Rally    | 5°   | 0  |
| 2020 | Moto   | Monster Energy Honda Team 2020 | Honda CRF450 Rally    | 19°  | 1  |
| 2021 | Moto   | Monster Energy Honda Team 2021 | Honda CRF450 Rally    | 1°   | 2  |
| 2022 | Moto   | Red Bull KTM Factory Team      | KTM 450 Rally Replica | Rit  | 0  |
| 2023 | Moto   | Red Bull KTM Factory Team      | KTM 450 Rally Replica | 1°   | 2  |
| 2024 | Moto   | Red Bull KTM Factory Racing    | KTM 450 Rally Replica | 4°   | 3  |
| 2025 | Moto   | Red Bull KTM Factory Racing    | KTM 450 Rally Replica | Rit  | 0  |

### Campionato del mondo cross country rally
| Anno | Scuderia                    | Motocicletta          | 1      | 2     | 3     | 4       | 5       | 6     | Pos. | Punti |
| ---- | --------------------------- | --------------------- | ------ | ----- | ----- | ------- | ------- | ----- | ---- | ----- |
| 2015 | Honda HRC Rally             | Honda CRF450 Rally    | EAU    | QAT   | EGI   | ITA     | CIL     | MAR 4 | 18º  | 16    |
| 2016 | Honda HRC Rally             | Honda CRF450 Rally    | EAU    | QAT   | ITA 6 | CIL 3   | MAR Rit |       | 9º   | 36    |
| 2017 | Monster Energy Honda Team   | Honda CRF450 Rally    | EAU 16 | QAT 5 | CIL 2 | ARG 1   | MAR 2   |       | 2º   | 97    |
| 2018 | Monster Energy Honda Team   | Honda CRF450 Rally    | EAU 3  | QAT   | CIL 1 | ARG Rit | MAR Rit |       | 6º   | 56    |
| 2019 | Monster Energy Honda Team   | Honda CRF450 Rally    | EAU 4  | RUS 4 | CIL 5 | MAR 10  |         |       | 3º   | 75    |
| 2021 | Red Bull KTM Factory Racing | KTM 450 Rally Replica | KAZ    | RUS   | BRA   | MAR 9   | EAU     |       | 18º  | 9     |

### W2RC
| Anno | Scuderia                    | Vettura       | 1       | 2       | 3      | 4       | 5       | Pos. | Punti |
| ---- | --------------------------- | ------------- | ------- | ------- | ------ | ------- | ------- | ---- | ----- |
| 2022 | Red Bull KTM Factory Racing | KTM 450 Rally | DAK 16  | ABU 12  | MAR 6  | AND 2   |         | 7°   | 36    |
| 2023 | Red Bull KTM Factory Racing | KTM 450 Rally | DAK 1   | ABU Rit | SON 11 | DES Rit | MAR Rit | 7°   | 43    |
| 2025 | Red Bull KTM Factory Racing | KTM 450 Rally | DAK Rit | ABU     | SUD    | POR     | MAR     |      | 0     |

## Palmarès

### Rally Dakar

#### Moto
- 2018: 2º
- 2021: 1°
- 2023: 1°